# 15 mai dans les chemins de fer
15 avril 15 juin
Chronologies thématiques
- Croisades
- Sports
- Disney

Cette page concerne les événements qui se sont déroulés un 15 mai dans les chemins de fer.

## Événements

### XIXesiècle
- 1853. France : mise en service de la gare de Moulins-sur-Allier.
- 1861. Espagne : ouverture de la section Tudela-Caparroso du chemin de fer de Pampelune à Saragosse (compañia del ferrocarril de Zaragoza a Pamplona)
- 1872. France : ouverture de la section Longpré-les-Corps-Saints-Longroy - Gamaches de la ligne de Canaples à Longroy - Gamaches (compagnie du chemin de fer de Frévent à Gamaches)
- 1876. France : ouverture de la ligne Strasbourg - Lauterbourg.
- 1881. Espagne : ouverture de la section Pola de Lena-Puente Fierros du chemin de fer de Leon à Gijon (compañía de los Ferrocarriles de Asturias, Galicia y León])
- 1898. France : ouverture de la ligne Carhaix - Rostrenen sur le Réseau breton.

### XXesiècle
- 1933, Belgique : ouverture de la station de Kijkuit sur la ligne 12 d'Anvers-Central à la frontière néerlandaise (Roosendael) par la Société nationale des chemins de fer belges (SNCB)[1].
- 1938. France : première parution du bimensuel Notre métier, revue interne de la SNCF, qui deviendra par la suite La Vie du Rail et s'adressera à un public plus large que les seuls salariés de la SNCF.

### XXIesiècle
- 2006. Royaume-Uni : les services de la compagnie Southeastern et les services Eurostar sont temporairement perturbés en raison d'un incendie près de la gare de Bromley South, à 17 km de la gare Victoria.